# Становець (Болгарія)
Ста́новець (болг. Становец) — село в Шуменській області Болгарії. Входить до складу общини Хитрино.

## Населення
За даними перепису населення 2011 року у селі проживали 30 осіб, з них 28 осіб (93,3%) — болгари.
Розподіл населення за віком у 2011 році:
Динаміка населення: